# 青春すくらんぶる
青春すくらんぶるは、1988年4月4日から1990年3月17日までNHK教育テレビジョンで放送されていた高等学校特別活動向け教育番組。

## 放送時間
- 月曜日17:30-18:00／土曜日12:00-12:30

## 出演者
- 田中義剛[2]
- 小川典子[2]

## 放送リスト
| 1988年度       | 1988年度                                            | 1989年度       | 1989年度                                                |
| 初回放送日     | テーマ                                              | 初回放送日     | テーマ                                                  |
| -------------- | --------------------------------------------------- | -------------- | ------------------------------------------------------- |
| 1988年4月4日   | 卒業・おれたち流                                    | 1989年4月3日   | 短歌は心の卒業アルバム                                  |
| 1988年4月23日  | 絶壁がおれの世界だ                                  | 1989年4月22日  | ぼくらの町に戦争があった 長野県篠ノ井旭高校・郷土研究班 |
| 1988年5月7日   | われら潜水専科生 岩手県立種市高校                   | 1989年5月6日   | ひとつの海・それぞれの針路 都立大島南高校・海洋科       |
| 1988年5月21日  | ヤジの嵐を突き破れ! 倉敷中央高校・弁論部            | 1989年5月20日  | どってん!相撲部女子マネージャー 青森・五所川原農林高校  |
| 1988年6月4日   | アラスカからの8人国際交流 室蘭清水丘高校            | 1989年6月3日   | ぼくらの選挙は燃えた! 都立国際高校・初代生徒会選挙      |
| 1988年6月18日  | 悲願、8連敗阻止なるか 宮城県角田対白石高校定期戦    | 1989年6月17日  | 大検をめざす理由 17歳・ぼくたちのまわり道               |
| 1988年7月2日   | 実習・ふるさとにタッチ! 島根県立矢上高校・農業科    | 1989年7月1日   | 1000人の熱い1日 都立石神井高校・体育祭                  |
| 1988年8月29日  | ソウルへのライバル 男子体操日本代表・2人の高校生    | 1989年8月28日  | われら草刈り十字軍                                      |
| 1988年9月17日  | 電化製品修理班出動!                                 | 1989年9月16日  | ひとりひとりの文化祭 長野高校・金鵄祭                   |
| 1988年10月1日  | ぼくらがリングで燃える時 札幌工業高校定時制         | 1989年9月30日  | ファインダーでみつめる自分                              |
| 1988年10月15日 | 笑ろて!うちらのメッセージ                           | 1989年10月14日 | たった七人のアタッカー 小石川高校定時制・女子バレー部   |
| 1988年10月29日 | ヒロシマを舞台へ 広島市立舟入高校演劇部             | 1989年10月28日 | 102キロを歩きぬけ! 甲府一高 強行遠足                    |
| 1988年11月12日 | 来れ わが寮生活へ 都立秋川高校玉成寮                | 1989年11月11日 | アクションスター志願中!                                 |
| 1988年11月26日 | 盤面に未来をたくす 高校生棋士・森内俊之             | 1989年11月25日 | 僕の選んだ陶芸家への道                                  |
| 1988年12月10日 | オレたちの高校新聞 愛知高校新聞部                   | 1989年12月9日  | ハートの鼓動はビートに乗せて                            |
| 1989年1月14日  | わたし16歳・一人暮らし                              | 1990年1月8日   | ビデオを持って街へ出よう!                               |
| 1989年1月28日  | 明日に向かってシュート 埼玉・本庄女子高校サッカー部 | 1990年1月27日  | 日本人へのライセンス                                    |
| 1989年2月13日  | まわり道・わたしの生き方 ボランティアと受験生の間で | 1990年2月10日  | ライバルはお姉ちゃん 小松市立女子高校ハンドボール部     |
| 1989年2月25日  | バイク通学しています 徳島・生光学園                 | 1990年2月24日  | 氷原に刻め!卒業モニュメント 紋別南高校・氷像づくり      |
| 1989年3月11日  | 気になる彼ら その後 ドキュメント高校生'88           | 1990年3月10日  | この一年 君は輝いていたか                               |